# Tobias Schrittwieser
Tobias Schrittwieser (* 14. Oktober 1996 in Bruck an der Mur) ist ein österreichischer Basketballspieler.

## Laufbahn
Schrittwieser spielte in der Jugend der Kapfenberg Bulls und gab im Laufe des Spieljahres 2014/15 seinen Einstand in der Bundesliga.
2017 und 2018 gewann er mit Kapfenberg jeweils Meisterschaft und Pokalbewerb. Bis Dezember 2017 war sein Vater Michael sein Trainer in Kapfenberg. Im Spieljahr 2018/19 wiederholte er mit Kapfenberg den Doppelerfolg mit Meisterschaft und Pokalsieg.

### Nationalmannschaft
Im Juli 2015 nahm er mit Österreichs U20-Nationalmannschaft an der B-Europameisterschaft im ungarischen Székesfehérvár teil. Im August 2021 kam er in einem Freundschaftsspiel gegen Rumänien zu seinem ersten Einsatz in der Herrennationalmannschaft.